# JSE Limited
Johannesburg Securities Exchange (JSE) este cea mai mare bursă din Africa. În 2003, pe această bursă erau listate un număr estimat de 472 de companii.